# Nemertes roseus
Nemertes roseus är en djurart som tillhör fylumet slemmaskar, och som beskrevs av Rudolf Albert von Kölliker 1845. Nemertes roseus ingår i släktet Nemertes, fylumet slemmaskar och riket djur. Inga underarter finns listade i Catalogue of Life.